# Nombre de la Bête

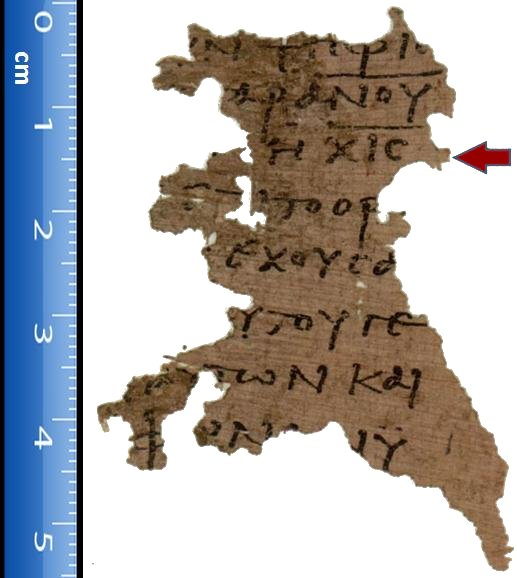
Papyrus 115 du IVe siècle. La flèche horizontale en haut à droite indique ΧΙΣ (616), le nombre de la Bête.

Le nombre de la Bête ou chiffre de la Bête est contenu dans l'Apocalypse de Jean de Patmos, au chapitre 13, verset 18. 
Ce nombre est généralement présenté comme « six cent soixante-six » ou, en chiffres arabes, « 666 », quoique certains manuscrits comportent le nombre « 616 » ou encore « 665 » ainsi qu'en témoignent les débats qui opposent les commentateurs dès les premiers siècles du christianisme.
Cette « marque », dont on considère généralement qu'elle relève de la spéculation littéraire chiffrée commune chez les auteurs d'apocalypses, doit permettre d'identifier la Bête de l'Apocalypse — sans qu'il soit précisé laquelle — dans une symbolique, déjà présente dans le Livre de Daniel, qui représente un pouvoir politique. Ce nombre de la Bête a donné lieu par la suite à nombre d'interprétations — souvent à fin de polémiques — à travers les siècles.

## Le texte de l'Apocalypse

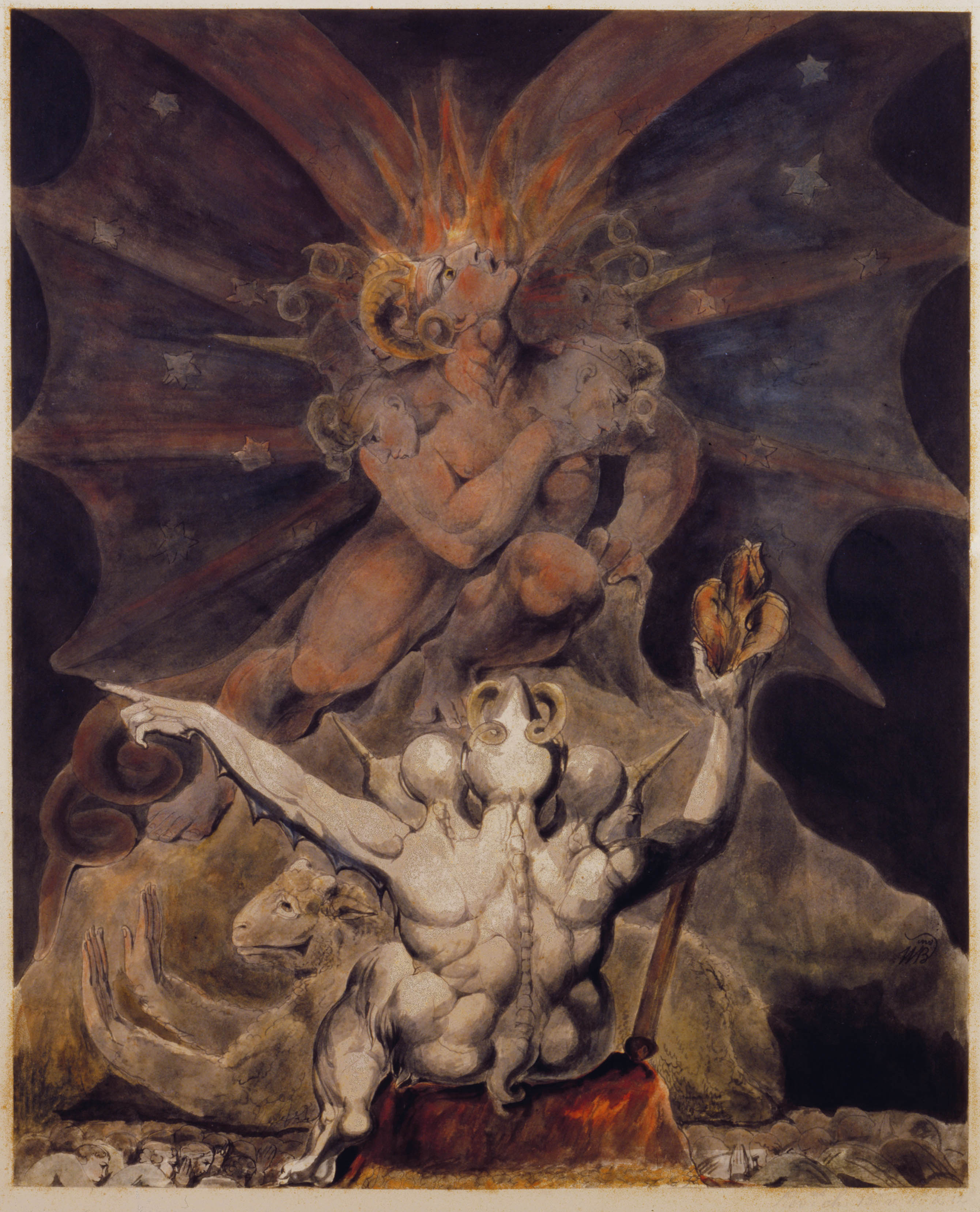
The Number of the Beast is 666 par William Blake, musée Rosenbach, Philadelphie.

À l'instar d'un usage répandu dans la littérature apocalyptique, l'Apocalypse de Jean utilise de nombreux symboles et images, s'exprimant notamment à travers une abondante symbolique numérique. Ainsi, le nombre sept — qui marque la perfection — apparaît près de cinquante-cinq fois dans le texte, le nombre quatre — qui symbolise la complétude ou l'universalité — apparaît vingt-neuf fois, et des nombres ou expressions comme 12, 24, 1 000, « 42 mois », « 1 260 jours », etc. apparaissent à plusieurs reprises. Un nombre est associé à la Bête qui, lui, n'apparaît qu'une seule fois.

### L'indication du nombre
Les versets de l'Apocalypse de Jean concernant la Bête et son « nombre » ou son « chiffre » figurent dans le chapitre 13, versets 11-18. Les versets 17 et 18, en grec ancien, sont les suivants :

« 17 καὶ ἵνα μή τις δύνηται ἀγοράσαι ἢ πωλῆσαι εἰ μὴ ὁ ἔχων τὸ χάραγμα, τὸ ὄνομα τοῦ θηρίου ἢ τὸν ἀριθμὸν τοῦ ὀνόματος αὐτοῦ. 18 ὧδε ἡ σοφία ἐστίν· ὁ ἔχων νοῦν ψηφισάτω τὸν ἀριθμὸν τοῦ θηρίου, ἀριθμὸς γὰρ ἀνθρώπου ἐστίν· καὶ ὁ ἀριθμὸς αὐτοῦ ἑξακόσιοι ἑξήκοντα ἕξ. »

La traduction de la Bible du Semeur donne pour les versets 15 à 18 :

« 15 [Il fut] même donné [à la seconde bête] d’animer l’image de la [première] bête, et l’image se mit à parler et elle faisait mourir ceux qui refusaient de l’adorer. 16 Elle amena tous les hommes, gens du peuple et grands personnages, riches et pauvres, hommes libres et esclaves, à se faire marquer d’un signe sur la main droite ou sur le front. 17 Et personne ne pouvait acheter ou vendre sans porter ce signe : soit le nom de la bête, soit le nombre correspondant à son nom. 18 C'est ici qu'il faut de la sagesse. Que celui qui a de l'intelligence déchiffre le nombre de la bête. Ce nombre représente le nom d'un homme, c'est : six cent soixante-six. »

Par la suite, la « marque » (en grec : χάραγμα - charagma) est encore évoquée à cinq reprises, mais sans autre précision : un ange promet aux porteurs de la marque qu'ils boiront « le vin de la fureur de Dieu » (14:9) ; quiconque a accepté la marque « ne connaîtra aucun repos » (14:11), se trouve frappé d'un « ulcère malin et douloureux » (16:2), eux qui avaient été trompés par les signes du faux prophète (19:20). Enfin, elle est évoquée négativement : ceux qui n'ont pas reçu la marque, les martyrs et les élus, vivent et règnent avec le Christ pendant mille ans (20:4).

### Autres occurrences bibliques de ce nombre
Il n'y a que deux occurrences de ce nombre dans les textes de l'Ancien Testament : les 666 fils d'Adoniqam qui revinrent à Jérusalem avec Zorobabel et, dans le Premier Livre des Rois, le poids de l'or en talents qui parvenait à Salomon en une seule année, un épisode dont certaines hypothèses récentes décèlent une influence sur le texte de l'Apocalypse de Jean.

### Différentes écritures
Le nombre associé à la Bête est écrit de différentes façons suivant les manuscrits. Dans les manuscrits grecs, le nombre « ἑξακόσιοι ἑξήκοντα ἕξ » est souvent rendu dans la forme numérique « χξς ». Un fragment provenant du site Oxyrhynchus donne, par exemple, une version différente : « 616 », écrit « χις » dont les attestations sont plus anciennes que « 666 » et qui semble avoir été largement répandue et pourrait avoir été progressivement remplacé par le triple 6 plus « percutant ». Dans certains manuscrits ou commentaires antiques, on trouve également « 665 » et, dans des versions latines plus tardives, on trouve également « 617 », « 646 » ou encore, chez Césaire d'Arles, « 690 ».
Les débats sur la validité et l'interprétation à donner à ces nombres apparaît dès les premiers siècles du christianisme. Par exemple, dans la seconde moitié du IIe siècle apr. J.-C., le millénariste Irénée de Lyon, qui professe une autorité absolue des Écritures, évoque le chiffre de la bête à plusieurs reprises dans son traité Contre les hérésies : il défend « 666 » — tout en lui donnant plusieurs interprétations possibles qu'il se garde de trancher — et rejette les alternatives, tentant de disqualifier leurs défenseurs qu'il traite d'ignorants. 
Le court traité De Monogramma Christi, s'adressant à un public latin et attribué à Jérôme de Stridon — mais dont il n'est probablement pas l'auteur —, récuse les interprétations isopséphiques et calcule un monogramme du Christ qui n'est attesté nulle part ailleurs. Il y expose également que « six cent seize » (616, écrit χιϛ) serait le nom usurpé par l'Antéchrist du verset 18 dans le chapitre 13 de l'Apocalypse. En outre, le traité développe une argumentation qui réfute la validité de toute isopséphie réduite, arguant que le secret abrité par le chiffre devrait y rester, témoignant ainsi que l'approche isopséphique était déjà en débat chez les premiers auteurs chrétiens.

## Analyse historique
La marque de la Bête relève de la spéculation littéraire chiffrée, commune chez les auteurs d'apocalypses, doit permettre d'identifier la Bête de l'Apocalypse — sans qu'il soit précisé laquelle — dans une symbolique qui représente un pouvoir politique, déjà présente dans le Livre de Daniel dont l'auteur de l'Apocalypse de Jean prend l'intégralité du bestiaire.
L'identification de la Bête par son chiffre est généralement interprétée soit par la symbolique des nombres, soit des explications algébriques et, le plus souvent, par la guématria. Dans l'isopséphie grecque et la gematria hébraïque, chaque lettre a une valeur numérique suivant son rang dans l'alphabet, et le chiffre d'un nom est le total de ses lettres, une approche à laquelle Juifs comme Gréco-Latins sont accoutumés.
De nombreux calculs, toujours aléatoires, ont été faits à partir de ce chiffre pour tenter d'en découvrir le sens, proposant plusieurs identifications de la Bête dans des débats qui ne pourront en définitive pas être tranchés, ce qui est probablement l'intention de l'auteur d'un ouvrage relevant de l'apocalyptique.

### Néron et le pouvoir impérial

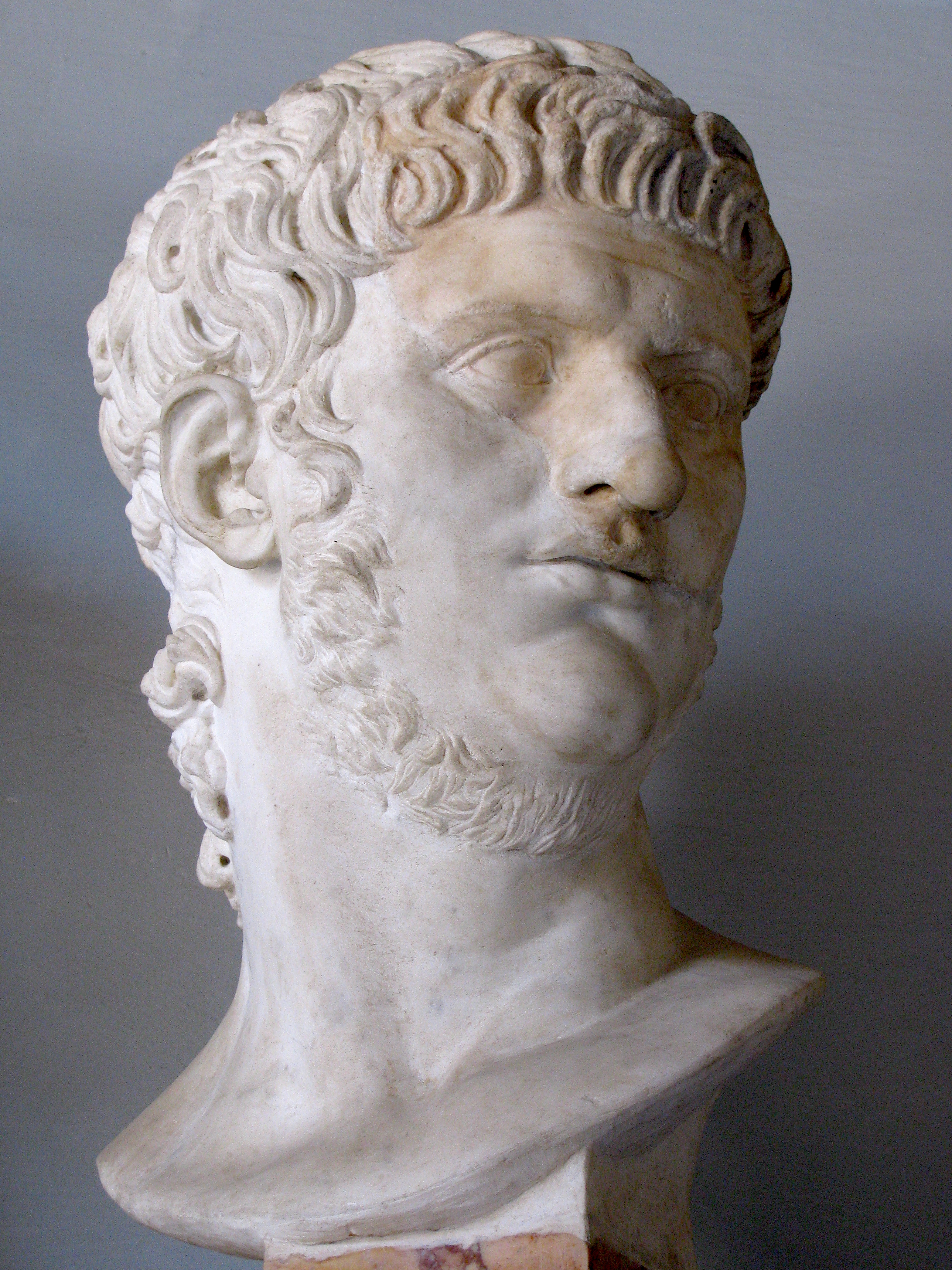
Buste de Néron aux musées du Capitole, à Rome.

L'Apocalypse, composée au Ier siècle sous le règne de Domitien, est rédigée par un auteur anonyme baptisé Jean le Visionnaire par la tradition, l'identifiant très tôt à l'apôtre et évangéliste Jean qui, victime d'une persécution de l'empereur, aurait été relégué à Patmos, une tradition à la valeur historique douteuse. 
Bien qu'aucune interprétation du texte ne recueille un consensus universel, la majorité des commentateurs récents s'accordent sur le fait que le texte fait référence à un individu spécifique, conviennent que 666 est mieux interprété comme l'équivalent numérique du nom de cette personne et que le candidat le plus populaire pour le poste est l'empereur Néron, non sans que cette attribution soit exempte de critiques. 
Si l'on translittère la forme grecque Καίσαρ Νέρων (« Caesar-Neron ») en hébreu (קסר נרון), suivant la gematria, la valeur numérique de l'addition de l'ensemble des lettres donne 666 dans un nombre qui, par opposition au chiffre 7 qui symbolise la perfection, symbolise l'imperfection suprême ; si on translittère la forme latine « Caesar-Nero » en hébreu (קסר נרו), cela donne 616.
Jean de Patmos, reprenant la forme du Livre de Daniel, présente une première bête polymorphe qui monte de la mer et représente le pouvoir impérial dans le cadre de la fin de l'histoire : dans ce cadre, c'est le suicide de Néron qui semble évoqué quand la bête a la gorge coupée. La seconde bête qui vient bientôt agir pour le compte de la première symbolise l'entourage de Néron, peut-être même précisément, un astrologue de Néron, Tibérius Claudius Balbillius, qui a possiblement été en contact avec des chrétiens à Rome et qui peut incarner le faux prophète et le thaumaturge qu'évoque le texte.
Nombre de spécialistes  s'accordent ainsi sur le fait que l'auteur de l'Apocalypse désigne vraisemblablement Néron — qui ne doit pas être réduit à l'image d'histrion véhiculé par sa légende romaine — dont le retour, suivant les oracles sibyllins évoquant un Néron redivivus (« ressuscité »), est annonciateur de la guerre eschatologique qui précède l'établissement de la paix universelle. Ce « retour » de Néron laisse envisager à certains chercheurs que le nombre de la bête puisse désigner l'empereur Domitien, contemporain de la rédaction de l'Apocalypse de Jean. 
Mais les approches guématriques ont également servi à identifier la bête à d'autres empereurs, suivant la forme de leur nom : Gaius (Caligula), Nerva ou encore Trajan. Le grand nombre de solutions contradictoires porte certains chercheurs à douter de la méthode de calcul littérale et à privilégier une approche qui considère les nombres comme ayant une « signification figurative » ou symbolisant « une certaine réalité spirituelle » sans recours au calcul de gématrie littérale, à l'instar des « vingt-quatre anciens », des « sept sceaux », des « deux témoins », des « sept têtes » ou encore des « dix cornes »...  mentionnés par ailleurs dans le texte.

#### Lecture par isopséphie réduite
Selon l'encyclopédie Pauly-Wissowa, de 1918, le procédé de l'isopséphie « réduite » (ou du nombre pythmèn) était bien connu à l'époque de la rédaction de l'Apocalypse : les trois noms Néron Claude Auguste (ΝΕΡΩΝ ΚΛΑΥΔΙΟΣ ΣΕΒΑΣΤΟΣ), abondamment attestés par la numismatique de l'empereur, ont la valeur 666 sur la base suivante: ΝΕΡΩΝ = 1005 = 6, ΚΛΑΥΔΙΟΣ = 735 = 6, ΣΕΒΑΣΤΟΣ = 978 = 6.
On a remarqué en outre que d'autres noms ou titres de l'empereur avaient cette valeur en grec: ΑΥΓΟΥΣΤΟΣ (1644 = 6), transcription grecque du titre latin Augustus (en grec normalement sebastos), ΛΕΥΚΙΟΣ (735 = 6) et ΔΟΜΕΤΙΟΣ (699 = 6), forme grecque de ses deux noms avant son accession au trône impérial. Suétone, au chapitre 39 de sa Vie de Néron, rappelle précisément qu'il était l'objet de nombreuses moqueries, où l'on retrouve dans un cas au moins, le procédé isopséphique :

« (2) Au milieu de ces désastres, ce qui étonne, ce qu'on ne saurait trop remarquer, c'est que Néron ne supporta rien avec plus de patience que les satires et les injures, et que jamais il ne montra plus de douceur qu'envers ceux qui le déchiraient dans leurs discours ou dans leurs vers. (3) On afficha ou l'on répandit contre lui beaucoup d'épigrammes grecques et latines telles que celles-ci […] Neron idian metera apekteine. »

#### Autres lectures
Georges Ifrah voit dans le verset 18 « une allusion à la pratique d'une isopséphie » tout en remarquant que le texte n'indique pas à quel système se réfère l'auteur de l'Apocalypse, et étudie les spéculations des mystiques chrétiens à ce propos.
Partant de l'idée que 666 représentait « le nombre d'un homme bien déterminé », on a en effet interprété la valeur numérique des lettres correspondantes en hébreu, en grec ou en latin. L'une de ces hypothèses concerne l'empereur Néron car la valeur numérique de son nom, si on lui adjoint son titre de « César », est de 666 dans le système hébraïque : קסר נרון QSaR NeRON = 100 + 60 + 200 + 50 + 200 + 6 + 50 = 666. Une autre théorie suppose un lien avec l'empereur Dioclétien (Diocles Augustus en latin), en ne prenant en compte que les lettres latines ayant valeur de chiffre : DIoCLes aVgVstVs, ce qui donne 500 + 1 + 100 + 50 + 5 + 5 + 5 = 666.
Par ailleurs, si l'on considère que le verset de l'Apocalypse désigne plutôt « le nombre d'un type d'homme bien déterminé », on peut penser au mot grec qui signifie « le Romain », c'est-à-dire ΛΑΤΕΙΝΟΣ (Lateinos), soit, selon la numération grecque, 30 + 1 + 300 + 5 + 10 + 50 + 70 + 200 = 666.

### Les guerres de Religion
Lors des guerres de Religion, catholiques et protestants utilisèrent le nombre de la Bête, les uns comme les autres, pour s'accuser mutuellement d'incarner l'Antéchrist. Un certain Petrus Bungus, catholique, s'efforça de démontrer que 666 était synonyme de Luther selon l'alphabet numéral latin : LVTHERNVC = 30 + 200 + 100 + 8 + 5 + 80 + 40 + 200 + 3 = 666. En sens inverse, les réformés assimilèrent le pape, c'est-à-dire le « vicaire du Fils de Dieu » (Vicarius Filii Dei), au nombre de la Bête, selon le calcul suivant : VICarIUs fILII DeI = 5 + 1 + 100 + 1 + 5 + 1 + 50 + 1 + 1 + 500 + 1 = 666. En 1520, le pasteur Stifel entendit démontrer par le même procédé que le pape Léon X était l'Antéchrist.
Au Moyen Âge, Mahomet fut identifié à l'Antéchrist par des chrétiens, notamment par le pape Innocent III. Comme son nom peut se dire « Maometis » ou « Moametis » en grec, le calcul fut le suivant : MAOMETIS = 40 + 1 + 70 + 40 + 5 + 300 + 10 + 200 = 666. Cette interprétation eut cours au moins jusqu'au XIXe siècle.

## Dans les arts

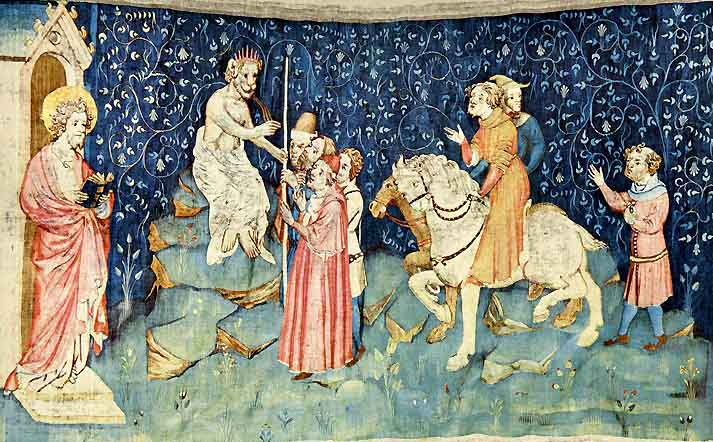
La bête de la terre appose la « marque de la bête », Tenture de l'Apocalypse, XIV, château d'Angers.

- Un des éléments de la Tenture de l'Apocalypse, une tapisserie médiévale réalisée à la fin du XIVe siècle représentant l'Apocalypse de Jean, figure la bête de la terre apposant la « marque de la bête ».
- Le Nombre de la bête (The Number of the Beast) est le titre d'une courte nouvelle de science-fiction de Fritz Leiber, parue en 1958[53].
- The Number of the Beast est le titre d'un album et d'une chanson du groupe de heavy metal Iron Maiden sorti en 1982.

## Coïncidences mathématiques
Du fait de l'intérêt qu'il suscite, des coïncidences mathématiques impliquant 666 comme nombre de la bête ont été mises en évidence,.

## Divers
Ce nombre a servi à beaucoup d'interprétations fantaisistes, permettant de suggérer à volonté qu'il désignait Napoléon Bonaparte, démonstration que Tolstoï parodie dans son ouvrage Guerre et Paix, ou toute autre personne sur laquelle on désirait jeter le discrédit.